# Aneilema leiocaule
Aneilema leiocaule är en himmelsblomsväxtart som beskrevs av Karl Moritz Schumann. Aneilema leiocaule ingår i släktet Aneilema och familjen himmelsblomsväxter. Inga underarter finns listade.